# Mtsambama
Mtsambama – inkhundla w dystrykcie Shiselweni w Królestwie Eswatini. 
Według spisu powszechnego ludności z 2007 roku, Mtsambama miała powierzchnię 262 km² i zamieszkiwało ją 18 900 mieszkańców. Dzieci i młodzież w wieku do 14 lat stanowiły ponad połowę populacji (10 017 osób). W całym inkhundla znajdowało się wówczas dziesięć szkół podstawowych i dwie placówki medyczne.
W 2007 roku Mtsambama dzieliła się na cztery imiphakatsi: Bhanganoma, Ekwendzeni, Kambhoke i Magele. W 2020 roku Mtsambama składała się z pięciu imiphakatsi: Benezer, Bhanganoma, Kazenzile, Kwendzeni i Magele. Przedstawicielem inkhundla w Izbie Zgromadzeń Eswatini był wówczas Simosakhe Shongwe.